# Fred Alderman
Fred Alderman, właśc. Frederick Pitt Alderman  (ur. 24 czerwca 1905 w East Lansing, zm. 15 września 1998 w Social Circle) – amerykański lekkoatleta (sprinter), mistrz olimpijski z 1928.
Na igrzyskach olimpijskich w 1928 w Amsterdamie startował w sztafecie 4 × 400 metrów, która zdobyła złoty medal, biegnąc w składzie: George Baird, Emerson Spencer, Alderman i Ray Barbuti. Ustanowiła wówczas rekord świata czasem 3:14.
Alderman był akademickim mistrzem USA (NCAA) w biegach na 110 jardów i na 220 jardów w 1927 oraz akademickim mistrzem USA (IC4A) na 440 jardów również w 1927.
Był jednym z uczestników sztafety ze zniczem olimpijskim przed igrzyskami olimpijskimi w 1996 w Atlancie. Zmarł w 1998 jako najstarszy amerykański mistrz olimpijski.